# Новая Ніколаєвка
Нова Николаївка (рум. Novaia Nicolaevca) — село в Унгенському районі Молдови. Входить до складу комуни, адміністративним центром якої є село Менойлешть.

## Населення
За даними перепису населення 2004 року у селі проживали 186 осіб.
Національний склад населення села:
| Національність | Кількість осіб | Відсоток |
| -------------- | -------------- | -------- |
| молдавани      | 121            | 65,1%    |
| українці       | 65             | 34,9%    |
| Всього         | 186            | 100%     |